# Oryphantes bipilis
Oryphantes bipilis is een spinnensoort in de taxonomische indeling van de hangmatspinnen (Linyphiidae).
Het dier behoort tot het geslacht Oryphantes. De wetenschappelijke naam van de soort werd voor het eerst geldig gepubliceerd in 1885 door Wladislaus Kulczynski.